# イマニュエル・ウォーラーステイン
イマニュエル・ウォーラーステイン（Immanuel Wallerstein、1930年9月28日 - 2019年8月31日）は、アメリカの社会学者、経済史家。巨視的な観点から世界の歴史と社会全体を「単一のシステム」と捉える「世界システム論」を提唱・確立したことで知られる。
ウォーラーステインの研究は政治経済学や社会学、歴史学など様々な分野を横断するもので、マルクスの唯物弁証法・史的唯物論や、国際政治経済学の「従属理論」、それに歴史学のアナール学派の代表的存在であるフェルナン・ブローデルがとなえた「長期持続」の視点などを踏まえるものだった。世界システム論では、大航海時代が齎した世界規模の交易をきっかけに、世界全体が政治的、経済的、社会的な差異を越えて機能する一つのシステムとなり、それが今日にまで続いていると説明される。

## 略歴
1930年、ニューヨークのユダヤ人家庭に生まれる。両親はガリツィア出身のポーランド系ユダヤ人（アシュケナジム）で、第一次世界大戦が勃発した1919年にベルリンへ移住し、その後の1923年にニューヨークへ移住した。精神分析医のロバート・S・ウォーラーステイン（Robert S. Wallerstein）は兄。ハイスクール時代は第二次世界大戦の最中であったが、常に家庭で世界情勢についての意見が交わされるような政治意識の高い一家であった。
1947年、コロンビア大学に入学。1954年に著されたコロンビア大学社会学部の修士論文では、マッカーシズムが共産主義か反共産主義かの選択を迫るイデオロギー的外観を持ちながらも、実際の行動としては、中道から右よりの政治勢力における内部的な権力闘争のためのプログラムとして機能し、実は共産主義そのものに対して関心がほとんど払われていないと論じた。ここに、イデオロギー的な二項対立状況の総体にたいする拒否とともに「実行可能性」をキーワードにして具体的な政治選択について分析をおこなうウォーラーステインの姿勢が表れている。この姿勢は、冷戦時代において何事も二項対立に還元しようと発想する冷戦思考を批判するものであり、のちに「反システム運動」の概念を生み出したように、ウォーラーステインの思想を貫くものの一つであった。
1955年、フォード財団アフリカ・フェローシップを得てアフリカに留学、ガーナとコートジボワールにおける民族解放運動をテーマに博士論文を書き、アメリカのアフリカ研究において指導的立場に立つこととなった。1959年、コロンビア大学で学位を取得、1958年より母校で教職につき、1960年代初頭には、フランツ・ファノンの紹介者としても活動した。なお、公刊された初の単著は『アフリカ—独立の政治学』（1961年）であった。
1966年には編書『社会変動—コロニアル状況』を刊行したが、ここではまだ反植民地主義的な論文と近代化論的な論文が混在していた。1967年刊行の前掲『アフリカ—独立の政治学』では、はじめて「世界システム」の語が登場している。
ただし、山下範久によれば、この段階では「世界システム」の語は依然「冷戦構造」程度の意味合いしか持っていないという。
1968年4月下旬の「コロンビア学園紛争」を契機に世界システムそのものを分析対象とするようになり、1971年、同大学を離れ、カナダのマギル大学の社会学教授となり、1973年には43歳で米国アフリカ学会の会長職についた。コロンビア大を離れたあとのウォーラーステインはフェルナン・ブローデルに出会ってアナール学派の歴史学を学び、世界システム論の提唱者となって、1974年、資本主義経済を史的システムとする『近代世界システム』第1巻を発表した。
1976年、ニューヨーク州にあるビンガムトン大学に社会学の特待教授（-1999年）として迎えられ、世界システム論研究の中心となるフェルナン・ブローデル・センター（正式名称は「経済・史的システム・文明研究のためのフェルナン・ブローデル・センター」）長に就任した（- 2005年）。1979年には、世界システムの視野にもとづいて現代世界の分析をおこなった諸論文を収載した初の論文集『資本主義世界経済』を、1980年には『近代世界システム』第2巻を刊行した。
ウォーラーステインは世界の大学で客員教授に任じられ、複数の名誉ある地位を得た。パリにあるフランス国立社会科学高等研究院の客員研究主任を何度か務め、1994年から1998年の間は国際社会学会会長となった。1990年代には社会科学の再構築を目的とするガルベンキアン委員会の委員長となった。委員会の目的は向こう50年の社会科学研究の方向を定めるものであった。1999年、ウォーラーステインは教師としての引退を表明し、2000年にはイェール大学社会学科の高級研究員となった。また、"Social Evolution & History Journal" 編集顧問委員会の一員でもある。2003年にはアメリカ社会学会の功労研究者表彰を受けた。
2019年8月31日、コネティカット州の自宅で死去。88歳没。

## 『近代世界システム』
ウォーラーステインは、『近代世界システム』第1巻（1974）冒頭において、資本主義世界経済の歴史の時代区分を示している。それによれば、全4巻の構想であり、4つの時代について1巻ずつ論じることとされている。
1. 1450年-1640年 の時期
2. 1640年-1815年 の時期
3. 1815年-1917年 の時期
4. 1917年-現代

第1巻は計画どおりに記されているのに対し、1980年刊行の第2巻は「重商主義とヨーロッパ世界経済の凝集 1600－1750年」となっており、予定とは異なっている。また、第3巻のサブタイトルは「資本主義世界経済の大拡張 1730-1840年」であり、1800年をはさむ半世紀あるいは一世紀の変化をとらえようと多面的に考察している。

## 著作

### 単著
- Africa, the Politics of Independence: An Interpretation of Modern African History, (Vintage Books, 1961).
- The Road to Independence: Ghana and the Ivory Coast, (Mouton, 1964).
- Africa, the Politics of Unity: An Analysis of a Contemporary Social Movement, (Vintage Books, 1969).
- University in Turmoil: the Politics of Change, (Atheneum, 1969).

公文俊平訳『大学闘争の戦略と戦術』（日本評論社, 1969年）
- The Modern World-System: Capitalist Agriculture and the Origins of the European World-economy in the Sixteenth Century, (Academic Press, 1974).

川北稔訳『近代世界システム――農業資本主義と「ヨーロッパ世界経済」の成立（1・2）』（岩波現代選書（岩波書店）, 1981年／新版・岩波モダンクラシックス, 2006年）
- The Capitalist World-economy: Essays, (Cambridge University Press, 1979).

藤瀬浩司・麻沼賢彦・金井雄一訳『資本主義世界経済（1）中核と周辺の不平等』（名古屋大学出版会, 1987年）
日南田靜眞監訳『資本主義世界経済（2）階級・エスニシティの不平等、国際政治』（名古屋大学出版会, 1987年）
- The Modern World-System vol. 2: Mercantilism and the Consolidation of the European World-economy, 1600-1750, (Academic Press, 1980).

川北稔訳『近代世界システム 1600-1750――重商主義と「ヨーロッパ世界経済」の凝集』（名古屋大学出版会, 1993年）
- Historical Capitalism, (Verso, 1983).

川北稔訳『史的システムとしての資本主義』（岩波書店, 1985年、新版1997年／岩波文庫, 2022年）
- The Politics of the World-economy: the States, the Movements, and the Civilizations, (Cambridge University Press, 1984).

田中治男・伊豫谷登士翁・内藤俊雄訳『世界経済の政治学――国家・運動・文明』（同文舘出版, 1991年）
- Africa and the Modern World, (Africa World Press, 1986).
- The Modern World-System vol. 3: the Second Era of Great Expansion of the Capitalist World-economy, 1730-1840s, (Academic Press, 1989).

川北稔訳『近代世界システム 1730-1840s――大西洋革命の時代』（名古屋大学出版会, 1997年）
- Unthinking Social Science: the Limits of Nineteenth-century Paradigms, (Polity Press, 1991).

本多健吉・高橋章監訳『脱＝社会科学――19世紀パラダイムの限界』（藤原書店, 1993年）
- Geopolitics and Geoculture: Essays on the Changing World-System, (Cambridge University Press, 1991).

丸山勝訳『ポスト・アメリカ――世界システムにおける地政学と地政文化』（藤原書店, 1991年）
- After Liberalism, (New Press, 1995).

松岡利道訳『アフター・リベラリズム――近代世界システムを支えたイデオロギーの終焉』（藤原書店, 1997年）
- Historical Capitalism, with Capitalist Civilization, (Verso, 1995).

川北稔訳『史的システムとしての資本主義［新版］』（岩波書店, 1997年）
- Utopistics or Historical Choices of the Twenty-first Century, (New Press, 1998).

松岡利道訳『ユートピスティクス――21世紀の歴史的選択』（藤原書店, 1999年）
- The End of the World as We Know It: Social Science for the Twenty-first Century, (University of Minnesota Press, 1999).

山下範久訳『新しい学――21世紀の脱＝社会科学』（藤原書店, 2001年）
- 『時代の転換点に立つ――ウォーラーステイン時事評論集成 1998-2002』（藤原書店, 2002年）
- 『世界を読み解く』（藤原書店, 2003年）
- The Decline of American Power: the U.S. in a Chaotic World, (New Press, 2003).

山下範久訳『脱商品化の時代――アメリカン・パワーの衰退と来るべき世界』（藤原書店, 2004年）
- The Uncertainties of Knowledge, (Temple University Press, 2004).
- 『イラクの未来――世界を読み解く '04』藤原書店, 2004年
- Alternatives: The United States confronts the World, (Paradigm Publishers, 2004).
- World-Systems Analysis: An Introduction, (Duke University Press, 2004).

山下範久訳『入門・世界システム分析』（藤原書店, 2006年）
- European Universalism: the Rhetoric of Power, (New Press, 2006).

山下範久訳『ヨーロッパ的普遍主義――近代世界システムにおける構造的暴力と権力の修辞学』（明石書店, 2008年）
- The Modern World-System, vol. 4: Centrist Liberalism Triumphant, 1789–1914, University of California Press, 2011.

川北稔訳『近代世界システムIV：中道自由主義の勝利 1789-1914』（名古屋大学出版会、2013年）
- 『知の不確実性：「史的社会科学」へのいざない』（藤原書店、2015年）

### 共著
- Africa: Tradition and Change, with Evelyn Jones Rich, (Random House, 1972)
- World-systems Analysis: Theory and Methodology, with Terence K. Hopkins, Robert L. Bach, et al., (Sage, 1982).
- Race, Nation, Classe: les Identités Ambiguës, with Etienne Balibar, (La Découverte, 1988).

若森章孝・岡田光正・須田文明・奥西達也訳『人種・国民・階級――揺らぐアイデンティティ』（大村書店, 1995年）
- Antisystemic Movements, with Giovanni Arrighi and Terence K. Hopkins, (Verso, 1989).

太田仁樹訳『反システム運動』（大村書店, 1992年）
- Open the social sciences: Report of the Gulbenkian Commission on the Restructuring of the Social Sciences, with the Gulbenkian Commission, (Stanford University Press, 1996).

山田鋭夫訳『社会科学をひらく』（藤原書店, 1996年）
- （川勝平太・山内昌之・網野善彦・榊原英資）『「地中海」を読む』（藤原書店, 1999年）
- （ポール・ブローデルほか）『入門・ブローデル』（藤原書店, 2003年）
- （フランソワ・ドスほか）『開かれた歴史学――ブローデルを読む』（藤原書店, 2006年）

### 編著
- Social Change: the Colonial Situation, (Wiley, 1966).
- World Inequality: Origins and Perspectives on the World System, (Black Rose Books, 1975).
- Labor in the World Social Structure, (Sage, 1983).
- 『叢書世界システム (1) ワールド・エコノミー』（藤原書店, 1991年）
- 『叢書世界システム (2) 長期波動』（藤原書店, 1992年）
- 『叢書世界システム (3) 世界システム論の方法』（藤原書店, 2002年）

### 共編著
- The University Crisis Reader vol. 1: the Liberal University under Attack, co-edited with Paul Starr, (Random House, 1971).
- The University Crisis Reader vol. 2: Confrontation and Counterattack, co-edited with Paul Starr, (Random House, 1971).
- The Political Economy of Contemporary Africa, co-edited with Peter C. W. Gutkind, (Sage, 1976).
- Processes of the World-System, co-edited with Terence K. Hopkins, (Sage, 1980).
- The African Liberation Reader, co-edited with Aquino de Bragança, (Zed Press, 1982).
- Households and the World-economy, co-edited with Joan Smith and Hans-Dieter Evers, (Sage, 1984).
- New Findings in Long-wave Research, co-edited with Alfred Kleinknecht and Ernest Mandel, (Macmillan Press, 1992).
- Creating and Transforming Households: the Constraints of the World-economy, co-edited with Joan Smith, (Cambridge University Press, 1992).
- How Fast the Wind?: Southern Africa, 1975-2000, co-edited with Sergio Vieira and William G. Martin, (Africa World Press, 1992).
- The Age of Transition: Trajectory of the World-System, 1945-2025, co-edited with Terence K. Hopkins, (Zed Books, 1996).

丸山勝訳『転移する時代――世界システムの軌道 1945-2025』（藤原書店, 1999年）

### その他
- Articles By Immanuel Wallerstein - International Relations Theory

### 動画
- The United States facing its decline Conference given at the Université de Montréal Fall 2006 (in French)
- Interview on Cultural Globalization (1999)videos, text & graphics